# Veliki spremljevalec
Veliki spremljevalec (znanstveno ime Anax imperator) je raznokrili kačji pastir iz družine dev, ki živi v Evropi, Afriki in zahodni Aziji.

## Telesne značilnosti
Sodi med največje evropske kačje pastirje in doseže v dolžino do 84 mm, od tega je zadek dolg med 50 in 61 mm. Razpon kril znaša 90 do 104 mm. Samci imajo sinje moder zadek z značilno neprekinjeno črno progo po vrhu in jabolčno zeleno oprsje, le pri odraslih samcih sta pred sprednjim parom kril na vrhu oprsja modri lisi. Samice imajo tudi zadek zelen, le pri starejših lahko pomodri. Tudi barva velikih sestavljenih oči se preliva iz zelene v modro, le občasno tudi rahlo rjavo. Odrasle osebke je na prvi pogled mogoče zamenjati z nekaterimi vrstami dev (npr. zeleno devo), a imajo vse druge vrste po oprsju temne vzorce, so manjše in nimajo neprekinjene temne črte po vrhu zadka.
Mladi osebki imajo zadek rjavkasto zelen.

## Habitat in razširjenost
Živi ob večjih in gosto obraščenih ribnikih, jezerih, peskokopih napolnjenih z vodo in počasi tekočih rekah. Samci so izrazito teritorialni. Po parjenju odlagajo samice jajčeca v vodno rastlinje. Ličinke odrastejo v enem ali dveh letih; dvoletne ličinke izletajo pozno pomladi ali zgodaj poleti, enoletne pa kasneje, julija in avgusta.
Razširjen je po večjem delu Evrazije in Afrike, kjer so na voljo ustrezni habitati, pri čemer je severni del Evrope poselil šele razmeroma pred kratkim. Ker je izredno močan letalec, je posamezne osebke mogoče opaziti tudi daleč stran od vodnih teles. V toplih krajih leti od marca do decembra, proti severu pa se doba aktivnosti krajša. Največkrat ga je možno opazovati od junija do avgusta. Pogosto ga navajajo kot najpogostejšo vrsto v posameznih državah, a je to verjetno le posledica njegove opaznosti.
Zaradi njegove pogostosti in razširjenosti ga ne štejemo za ogroženo vrsto. Tudi v Sloveniji ni zaščiten.